# Тринидадска креслива чачалака
Тринидадската креслива чачалака (Pipile pipile) е вид птица от семейство Cracidae. Видът е критично застрашен от изчезване. Птицата е голяма, като на външен вид прилича на пуйката.

## Описание
Дължината ѝ е около 60 см. Има тънка шия и малка глава. Основният цвят на тялото и е черен.

## Разпространение и местообитание
Разпространен е в Тринидад и Тобаго.